# Мхламбанятсі Роверс
Футбольний клуб «Мхламбанятсі Роверс» або просто Мхламбанятсі Роверс (англ. Mhlambanyatsi Rovers Football Club) — свазілендський футбольний клуб, який базується у місті Сімує. 

## Історія
Клуб було засновано в 1962 році в місті Мхламбанятсі, протягом своєї історії команда одного разу здобула чемпіонство та одного разу. Клуб двічі виступав на континентальних турнірах, але обидва рази так і не зміг подолати кваліфікаційний раунд. Протягом своєї історії клуб переивав то злети, то падіння. Найуспішнішими в історії клубу стали став період з 2000-их років до 2011 року, коли клуб досяг переваної частини своїх успіхів, в той е час період з 1979 по 1985 роки мона назвати періодом занепаду, оскільки в цей час Мхламбанятсі Роверс виступав у Першому дивізіоні чемпіонату Свазіленду. За підсумками сезону 2010/2011 років команда посіла передостаннє 13-те місце та покинула елітний дивізіон (того сезону 4 найгірші команди вилетіли з Прем'єр-ліги). Сезон 2015/16 років може стати останнім в історії клубу, оскільки перед початком сезону 2016/17 років в місті було утворено новий клуб, куди на роботу почав переходити адміністративний та тренерський персонал, а також деякі гравці клубу «Мхламбанятсі Роверс».

## Досягнення
- Свазілендська МТН Прем'єр-ліга:
  -  Чемпіон (1): 2004
  -  Срібний призер (1): 2002, 2003

- Кубок Свазіленду з футболу:
  -  Володар (1): 1995
  -  Фіналіст (2): 1976, 2011

- Саппі/Усузу Челлендж Кап
  -  Володар (1): 2002

## Статистика виступів на континентальних турнірах під егідою КАФ
| Сезон | Турнір                     | Раунд      | Клуб            | Вдома | На виїзді | Загалом |
| ----- | -------------------------- | ---------- | --------------- | ----- | --------- | ------- |
| 1996  | Кубок володарів кубків КАФ | Попередній | Нотвейн         | 0-2   | 0-2       | 0-4     |
| 2005  | Ліга чемпіонів КАФ         | Попередній | Аякс (Кейптаун) | 1-1   | 0-1       | 1-2     |

## Відомі гравці
- Тоні ТТ Тсабедзе
- Мфендуло Баяно Кунене
- Гкіна Квере Мазібуко
- Мфанузіле Феш Дламіні
- Мзванділе Навара Ндзімандзе
- Лвазі Зідан Мазія